# ماتیاس کوبرلین
ماتیاس کوبرلین (آلمانی: Matthias Koeberlin؛ زادهٔ ۲۸ مارس ۱۹۷۴) بازیگر اهل آلمان است.
از فیلم‌ها یا برنامه‌های تلویزیونی که وی در آن نقش داشته‌است، می‌توان به آمین.، ذهن سفید، شریته و خطوط افق اشاره کرد.